# Großes Pfuitjöchle
De Großes Pfuitjöchle is een berg in deelstaat Tirol, Oostenrijk. De berg heeft een hoogte van 2.197 meter.
De Großes Pfuitjöchle is onderdeel van de Danielkamm, dat weer deel uitmaakt van de Ammergauer Alpen.